# Labra
Labra (abchazsky Лабра, gruzínsky ლაბრა – Labra) je vesnice v Abcházii v okrese Očamčyra. Leží přibližně 14 km severozápadně od okresního města Očamčyra. Obec sousedí na severozápadě s Kutolem, na severovýchodě s Kvačarou, na jihovýchodě s Araduem a na jihu s Tamší.
Oficiálním názvem obce je Vesnický okrsek Labra (rusky Лабринская сельская администрация, abchazsky Лабра ақыҭа ахадара). Za časů Sovětského svazu se okrsek jmenoval Labrinský selsovět (Лабринский сельсовет).

## Části obce
Součástí Labry jsou následující části:
- Labra (Лабра)
- Akvacura / Chačatur (Акәацәра / Хачатур)
- Amprutkeg (Ампрутқеӷ)
- Archa / Samacharej (Арха / Самахареи)
- Ahtynra Ašta (Аҳҭынра ашҭа)
- Darykva Ikjapta (Дарыҟәа иқьаԥҭа)
- Karamand / Karaman Idu (Караманид / Ҟараман идәы)
- Čilou / Čilour ('Чилоу / Чилоур)
- Džorodkeg (Џьородкеӷ)

## Historie
Labra byla založena roku 1890 hemšínskými Armény, kteří se do Abcházie přistěhovali z tureckého města Ordu. Jedná se tedy o čistě arménskou vesnici a o první takovou, která byla založená na území historického regionu Abžua. Ve vesnici brzy vyrostla arménská škola, jež se zde nachází i v současnosti.
V průběhu války v Abcházii zůstávalo zdejší arménské obyvatelstvo stejně jako Arméni žijící v jiných částech Abcházie dlouho neutrální. Ale poté, kdy gruzínská armáda Labru téměř kompletně vyrabovala, zničila a páchala na zdejších obyvatelích násilí, se Arméni žijící v Abcházii připojili do války na stranu Abchazů coby Batalion Bagramyan. Arméni totiž byli ze strany Gruzínců obětí násilných trestných činů od napadení po znásilnění, někteří obyvatelé byli dokonce vražděni.
Následkem války se většina zdejších Arménu rozhodla opustit zemi a již se nikdy nevrátila. V současnosti tvoří populaci Labry převážně starší generace.

## Obyvatelstvo
Dle nejnovějšího sčítání lidu z roku 2011 je počet obyvatel této obce 566 a jejich složení následovné:
- 510 Arménů (90,1 %)
- 29 Gruzínců (5,1 %)
- 24 Abchazů (4,2 %)
- 3 ostatních národností (0,6 %)

Před válkou v Abcházii žilo v obci bez přičleněných vesniček 445 obyvatel a celkově 1955 obyvatel. V celém Labrinském selsovětu v roce 1959 žilo 1380 obyvatel.